# Тумсик
Тумси́к (каз. Тұмсық) — село у складі Шетського району Карагандинської області Казахстану. Входить до складу Шетського сільського округу.
Населення — 107 осіб (2021; 144 у 2009, 162 у 1999, 290 у 1989).
Національний склад станом на 1989 рік:
- казахи — 100 %.